# Karl Reinwald
Karl Ferdinand Reinwald, in Frankreich Charles-Ferdinand Reinwald (* 19. Februar 1812 in Frankfurt am Main; † 20. Februar 1891 in Nizza) war ein deutsch-französischer Verlagsbuchhändler.

## Leben
Karl Ferdinand Reinwald wurde 1812 in Frankfurt am Main als Sohn eines Stellmachers (Carossier) geboren. Mit fünfzehn Jahren trat er zunächst in eine Druckerei, nach einem Jahr dann in die Schmerbersche Buchhandlung ebenda ein. Auf der Leipziger Buchmesse lernte er den französischen Verleger Ambroise Firmin-Didot kennen, der ihn nach Paris zog.
Nach sechzehnjähriger Tätigkeit als Vertreter des Verlags Firmin Didot (1832–1846), zuletzt als Leiter der Buchhandlung, ließ er sich als Franzose naturalisieren und gründete zum 1. Januar 1849 in Paris eine Verlagsbuchhandlung (C. Reinwald & Cie., Paris, 15, Rue des Saints-Pères), die sich vor allem auf die Verbreitung ausländischer (vor allem deutscher) Werke aus Naturwissenschaften und Philosophie in französischen Übersetzungen spezialisierte (u. a. von Charles Darwin).
Daneben erschienen im selben Verlag auch das Wörterbuch Nouveau Dictionnaire universel de la langue française von Prosper Poitevin (1856 bis 1860 in zwei Bänden) und die bibliographischen Verzeichnisse Bulletin mensuel de la Librairie française und Catalogue annuel de la librairie française pour 1858–69 (Monats- bzw. Jahreskatalog des französischen Buchwesens, mit Otto Lorenz).
Reinwald starb am 20. Februar 1891 in Nizza und wurde auf dem Friedhof Père Lachaise in Paris bestattet.